# Eurosia acanthocera
Eurosia acanthocera är en fjärilsart som beskrevs av George Francis Hampson 1905. Eurosia acanthocera ingår i släktet Eurosia och familjen björnspinnare. Inga underarter finns listade i Catalogue of Life.